# إمبيريال (كاليفورنيا)
إمبيريال (بالإنجليزية: Imperial)‏ هي إحدى مدن مقاطعة إمبيريال، كاليفورنيا. تم إعطاءها لقب مدينة في 12 يوليو، 1904.

## التركيبة السكانية
حدّد مكتب تعداد الولايات المتحدة بيانات التركيبة السكانية لإمبيريال في تعداد الولايات المتحدة. في ما يلي، التركيبة السكانية حسب تعدادي 2000 و2010.

### تعداد عام 2000
بلغ عدد سكان إمبيريال 7,560 نسمة بحسب تعداد عام 2000، وبلغ عدد الأسر 2,308 أسرة وعدد العائلات 1,910 عائلة مقيمة في المدينة. في حين سجلت الكثافة السكانية 464.1 نسمة لكل كيلومتر مربع (1,202.0/ميل2). وبلغ عدد الوحدات السكنية 2,385 وحدة بمتوسط كثافة قدره 146.4 لكل كيلومتر مربع (379.2/ميل2).
وتوزع التركيب العرقي للمدينة بنسبة 58.53% من البيض و2.66% من الأمريكيين الأفارقة و0.75% من الأمريكيين الأصليين و2.71% من الأمريكيين ذوي الأصول الآسيوية و0.17% من سكان جزر المحيط الهادئ و30.90% من الأعراق الأخرى و4.27% من عرقين مختلطين أو أكثر و61.10% من الهسبانيون أو اللاتينيون من أي عرق.
بلغ عدد الأسر 2,308 أسرة كانت نسبة 59% منها لديها أطفال تحت سن الثامنة عشر تعيش معهم، وبلغت نسبة الأزواج القاطنين مع بعضهم البعض 65.9% من أصل المجموع الكلي للأسر، ونسبة 13% من الأسر كان لديها معيلات من الإناث دون وجود شريك، بينما كانت نسبة 3.8% من الأسر لديها معيلون من الذكور دون وجود شريكة وكانت نسبة 17.2% من غير العائلات. تألفت نسبة 14% من أصل جميع الأسر من عدة أفراد يعيشون في نفس المنزل ونسبة 5.2% كانت تتألف من شخص يعيش بمفرده يبلغ من العمر 65 عاماً أو أكثر. وبلغ متوسط حجم الأسرة المعيشية 3.26، أما متوسط حجم العائلات فبلغ 3.60.
بلغ العمر الوسطي للسكان 29.9 عاماً. وكانت نسبة 35.3% من القاطنين تحت سن الثامنة عشر، وكانت نسبة 7.8% بين الثامنة عشر والرابعة والعشرين عاماً، ونسبة 33.8% كانت واقعةً في الفئة العمرية ما بين الخامسة والعشرين والرابعة والأربعين عاماً، ونسبة 16.6% كانت ما بين الخامسة والأربعين والرابعة والستين، ونسبة 6.1% كانت ضمن فئة الخامسة والستين عاماً فما فوق. يوجد لكل 100 أنثى 96.8 ذكر، ويوجد لكل 100 أنثى في الثامنة عشر من عمرها فما فوق 91.5 ذكر.
بلغ متوسط دخل الأسرة في المدينة 49,451 دولارًا، أما متوسط دخل العائلة فبلغ 53,053 دولارًا. وكان متوسط دخل الذكور 37,373 دولارًا مقابل 27,778 دولارًا للإناث. وسجل دخل الفرد الخاص بالمدينة 16,538 دولارًا. وكانت نسبة 8.9% من العائلات ونسبة 11.6% من السكان تحت خط الفقر، وكان من هؤلاء نسبة 15.2% تحت سن الثامنة عشر ونسبة 5.2% في الخامسة والستين من العمر وما فوق.

### تعداد عام 2010
بلغ عدد سكان إمبيريال 14,758 نسمة بحسب تعداد عام 2010، وبلغ عدد الأسر 4,405 أسرة وعدد العائلات 3,621 عائلة مقيمة في المدينة. في حين سجلت الكثافة السكانية 906 نسمة لكل كيلومتر مربع (2,346.5/ميل2). وبلغ عدد الوحدات السكنية 4,751 وحدة بمتوسط كثافة قدره 291.7 لكل كيلومتر مربع (755.5/ميل2).
وتوزع التركيب العرقي للمدينة بنسبة 63% من البيض و2.24% من الأمريكيين الأفارقة و1.04% من الأمريكيين الأصليين و2.51% من الأمريكيين ذوي الأصول الآسيوية و0.09% من سكان جزر المحيط الهادئ و25.63% من الأعراق الأخرى و5.48% من عرقين مختلطين أو أكثر و74.85% من الهسبانيون أو اللاتينيون من أي عرق.
بلغ عدد الأسر 4,405 أسرة كانت نسبة 55.9% منها لديها أطفال تحت سن الثامنة عشر تعيش معهم، وبلغت نسبة الأزواج القاطنين مع بعضهم البعض 60.6% من أصل المجموع الكلي للأسر، ونسبة 15.8% من الأسر كان لديها معيلات من الإناث دون وجود شريك، بينما كانت نسبة 5.8% من الأسر لديها معيلون من الذكور دون وجود شريكة وكانت نسبة 17.8% من غير العائلات. تألفت نسبة 14.1% من أصل جميع الأسر من عدة أفراد يعيشون في نفس المنزل ونسبة 4.1% كانت تتألف من شخص يعيش بمفرده يبلغ من العمر 65 عاماً أو أكثر. وبلغ متوسط حجم الأسرة المعيشية 3.34، أما متوسط حجم العائلات فبلغ 3.69.
بلغ العمر الوسطي للسكان 29.9 عاماً. وكانت نسبة 33.4% من القاطنين تحت سن الثامنة عشر، وكانت نسبة 9.3% بين الثامنة عشر والرابعة والعشرين عاماً، ونسبة 31.3% كانت واقعةً في الفئة العمرية ما بين الخامسة والعشرين والرابعة والأربعين عاماً، ونسبة 19.5% كانت ما بين الخامسة والأربعين والرابعة والستين، ونسبة 6.5% كانت ضمن فئة الخامسة والستين عاماً فما فوق. وتوزع التركيب الجنسي للسكان بنسبة 48.9% ذكور و51.1% إناث.

## المناخ
يظهر الجدول التالي التغييرات المناخية على مدار السنة لإمبيريال:
{{بيانات منطقة مناخية
|Jan record high F=96|Jan high F=67.8|Jan low F=39.4|Jan record low F=14|Jan precipitation inch=0.45|Feb record high F=96|Feb high F=73.8|Feb low F=44.8|Feb record low F=22|Feb precipitation inch=0.48|Mar record high F=104|Mar high F=79.4|Mar low F=49.4|Mar record low F=30|Mar precipitation inch=0.34|Apr record high F=109|Apr high F=86.1|Apr low F=55.1|Apr record low F=35|Apr precipitation inch=0.10|May record high F=118|May high F=93.9|May low F=61.6|May record low F=43|May precipitation inch=0.04|Jun record high F=123|Jun high F=102.6|Jun low F=68.8|Jun record low F=50|Jun precipitation inch=0.00|Jul record high F=125|Jul high F=105.7|Jul low F=76.6|Jul record low F=51|Jul precipitation inch=0.13|Aug record high F=124|Aug high F=105.4|Aug low F=77.0|Aug record low F=60|Aug precipitation inch=0.31|Sep record high F=118|Sep high F=101.0|Sep low F=70.8|Sep record low F=49|Sep precipitation inch=0.36|Oct record high F=111|Oct high F=90.3|Oct low F=59.6|Oct record low F=36|Oct precipitation inch=0.28|Nov record high F=98|Nov high F=78.2|Nov low F=47.9|Nov record low F=27|Nov precipitation inch=0.20|Dec record high F=90|Dec high F=68.8|Dec low F=38.4|Dec record low F=21|Dec precipitation inch=0.50|single line=Y|precipitation colour=green| location = إمبيريال
|width=auto

## أعلام
- رويس فريمان
- أندي رويز